# Гая Гараріт
Гая Гараріт (англ. Haya Harareet, івр. חיה הררית, нар. 20 вересня 1931, Хайфа — 3 лютого 2021) — ізраїльська кіноакторка, відома оскароносним «пеплумом» режисера Вільяма Вайлера «Бен-Гур» (1959).

## Життєпис
Гая Гараріт  народилася 20 вересня 1931 року в Палестині. Її батьки, Рувим та Йохевед Нойберґ, були репатріантами з Польщі.
Акторську кар'єру Гая Гараріт розпочала у Ізраїлі в 1955 році, коли дебютувала у фільмі «Висота 24 не відповідає», який був номінований на «Золоту пальмову гілку» на «Каннському кінофестивалі» 1955 року. 
Популярність до неї прийшла кількома роками пізніше, коли вона зіграла Есфір у фільмі «Бен Гур» (1959), з Чарлтон Гестон в головній ролі. 
У 1961 році вона знялася в головній ролі разом з Жаном-Луї Трентіньяном у фільмі «Подорож під пустелею». Її кар'єра все ж виявилася недовговічною і у 1964 році, після ще пари фільмів, Гая Гараріт припинила зніматися. Вона була однією з сценаристів фільму «Будинок нашої матері» (1967) в якому головну роль виконав Дірк Богард.

## Особисте життя
Гая Гараріт одружилася з британським продюсером Джеком Клейтоном у 1984 році. Чоловік помер 26 лютого 1995 році.
Мешкає у Бакінгемширі.

## Фільмографія
Акторка
- 1964 — Останнє звинувачення / L'ultima carica
- 1962 — Легенда про Фра Диявола / La leggenda di Fra Diavol
- 1962 — Стажери / The Interns
- 1961 — Атлантида / Antinea, l'amante della città sepolta
- 1961 — Таємний партнер (1961)  / The Secret Partner
- 1959 — Бен-Гур
- 1958 — Жінка-сенсація дня / La donna del giorno
- 1958 — Ляльки що взяли місто / La donna del giorno
- 1955 — Висота 24 не відповідає / Giv'a 24 Eina Ona

Сценарист
- 1967 — Будинок нашої матері / Our Mother's House